# Christian Science Monitor
Christian Science Monitor – dziennik amerykański o zasięgu międzynarodowym, założony w 1908 roku w Bostonie przez Mary Baker Eddy, założycielkę Church of Christ, Scientist (antytrynitarny kościół protestancki). Gazeta opiera się przede wszystkim na doniesieniach własnych reporterów w biurach w 11 krajach. Jest pismem opiniotwórczym w sprawach międzynarodowych. Gazeta „Christian Science Monitor” przestała ukazywać się w wersji papierowej, przechodząc całkowicie do Internetu.
Pomimo nazwy pismo nie jest gazetą o nastawieniu religijnym i nie propaguje bezpośrednio doktryn wiary Christian Science.